# جودي هنت
جودي هنت (بالإنجليزية: Judy Hunt)‏ هي مُدرسة بريطانية، ولدت في 16 أبريل 1957.